# Pleszew
Pleszew (udtale: [ˈplɛʂɛf]) er en by i den sydlige del af voivodskabet Storpolen i den vestlige centrale del af Polen. Byen har 16.641(2023) indbyggere og et areal på 	11,58 km², og er administrationsby i powiatet Pleszew.

## Historie
De ældste permanente menneskelige bosættelser i det nuværende Pleszew og dets omgivelser går tilbage til det 9. århundrede f.Kr. Den ældste kendte omtale af Pleszew som en by, kommer fra et dokument fra 1283 af - i dokumentet om hertugen og den fremtidige konge af Polen Przemysł 2. af Piast-dynastiet. I de følgende århundreder var det en privat by ejet af polsk adel, beliggende i Kalisz voivodesskab i Storpolske provins af Kongeriget Polens krone. Kong Johan 1. Alberts privilegie af 1493 tillod organisering af to ugentlige markeder og to årlige messer. I begyndelsen af det 16. århundrede var der ni håndværkslaug i byen. Pleszew var et lokalt centrum for reformationen. I det 18. århundrede løb en af to hovedruter, der forbinder Warszawa og Dresden gennem Pleszew, og Kings Augustus 2. den Stærke og August 3. af Polen rejste den rute adskillige gange. Det 1. polske infanteriregiment blev stationeret i byen i 1792, før det blev flyttet til Parczew.
Under Polens anden deling, i 1793, blev Pleszew annekteret af Kongeriget Preussen. Efter den vellykkede Storpolske opstand af 1806, blev det genvundet af polakker og inkluderet i det kortvarige Hertugdømmet Warszawa, før det blev gen-annekteret af Preussen i 1815. Det var et vigtigt centrum for den mislykkede polske Storpolske oprør (1848).
I oktober 1918, et par uger før Polen genvandt uafhængighed, begyndte lokale polakker forberedelserne til en opstand, som havde til formål at reintegrere byen sammen med regionen Storpolen med det snart genfødte Polen. Mange indbyggere deltog i Den polske opstand (1918–1919), og syv indbyggere blev også dræbt i Den polsk-sovjetiske krig i 1919–1920. Polakkerne tog kontrol over byen i januar 1919. I mellemkrigstidens Anden Polske Republik var den lokale oprørsenhed omdannet til et fuldgyldigt infanteriregiment af den polske hær. Den polske hærs 70. infanteriregiment var stationeret i Pleszew siden 1921.

## Galleri
- Skole
- Kirken for halshugningen af Johannes Døberen
- Mindesten i Boreczek-skoven på stedet for en tysk henrettelse af 7 polakker i 1939
- Station for smalsporet jernbane
- Indkøbscenter